# 1 + 2
Albums de Recoil (Alan Wilder)
Hydrology
(1988)
1 + 2 est le premier album EP solo du claviériste, compositeur et producteur anglais Alan Wilder (en dehors de Depeche Mode), sous le nom de son projet Recoil, sorti en 1986.

## Présentation
Alan Wilder, en plus d'être un membre de Depeche Mode, créé en 1986, un projet musical britannique dénommé Recoil, sous la forme d'un EP contenant deux morceaux instrumentaux.
Intitulées 1 + 2, ces démos, qui n'ont pas réellement de titres, attirent l'attention de Daniel Miller, responsable de la maison de disques Mute Records, et sortent discrètement en mini-album vinyle.
Wilder décrit à l'époque ce projet comme « un antidote à Depeche Mode, une manière d'évacuer les frustrations d'avoir toujours à travailler dans un format pop ».

### Hydrology Plus 1 + 2
Un deuxième EP essentiellement instrumental, Hydrology, paraît en 1988.
Cette même année voit la réédition en CD et cassette audio de 1 + 2 combiné à Hydrology sur un seul support, sous le nom Hydrology Plus 1 + 2.
En 2007, Mute Records réédite la compilation Hydrology Plus 1 + 2 dans sa configuration (contenu et illustrations) d'origine.

## Liste des titres
| 1 + 2 | 1 + 2 | 1 + 2 | 1 + 2 | 1 + 2 | 1 + 2 | 1 + 2 | 1 + 2 | 1 + 2 | 1 + 2 |
| No    | Titre | Durée |       |       |       |       |       |       |       |
| ----- | ----- | ----- | ----- | ----- | ----- | ----- | ----- | ----- | ----- |
| A1.   | 1     | 14:24 |       |       |       |       |       |       |       |
| B1.   | 2     | 18:37 |       |       |       |       |       |       |       |
| 33:19 |       |       |       |       |       |       |       |       |       |

| Hydrology Plus 1 + 2 | Hydrology Plus 1 + 2 | Hydrology Plus 1 + 2 | Hydrology Plus 1 + 2 | Hydrology Plus 1 + 2 | Hydrology Plus 1 + 2 | Hydrology Plus 1 + 2 | Hydrology Plus 1 + 2 | Hydrology Plus 1 + 2 | Hydrology Plus 1 + 2 |
| No                   | Titre                | Durée                |                      |                      |                      |                      |                      |                      |                      |
| -------------------- | -------------------- | -------------------- | -------------------- | -------------------- | -------------------- | -------------------- | -------------------- | -------------------- | -------------------- |
| 1.                   | Grain                | 7:44                 |                      |                      |                      |                      |                      |                      |                      |
| 2.                   | Stone                | 14:32                |                      |                      |                      |                      |                      |                      |                      |
| 3.                   | The Sermon           | 15:03                |                      |                      |                      |                      |                      |                      |                      |
| 4.                   | 1                    | 14:24                |                      |                      |                      |                      |                      |                      |                      |
| 5.                   | 2                    | 18:37                |                      |                      |                      |                      |                      |                      |                      |
| 70:21                |                      |                      |                      |                      |                      |                      |                      |                      |                      |